# Zlatý míč 1999
Zlatý míč, cenu pro nejlepšího fotbalistu dle mezinárodního panelu sportovních novinářů, v roce 1999 získal brazilský fotbalista Rivaldo z Barcelony. Šlo o 44. ročník ankety, organizoval ho časopis France Football a výsledky určili sportovní publicisté z 51 zemí Evropy.

## Pořadí
| Pořadí | Jméno                | Klub                          | Země                 | Body |
| ------ | -------------------- | ----------------------------- | -------------------- | ---- |
| 1      | Rivaldo              | Barcelona                     | Brazílie             | 219  |
| 2      | David Beckham        | Manchester United             | Anglie               | 154  |
| 3      | Andrij Ševčenko      | Dynamo Kyjev AC Milán         | Ukrajina             | 64   |
| 4      | Gabriel Batistuta    | Fiorentina                    | Argentina · Itálie   | 48   |
| 5      | Luís Figo            | Barcelona                     | Portugalsko          | 38   |
| 6      | Roy Keane            | Manchester United             | Irsko                | 36   |
| 7      | Christian Vieri      | Lazio Řím Inter Milán         | Itálie · Austrálie   | 33   |
| 8      | Juan Sebastián Verón | Parma Lazio Řím               | Argentina · Itálie   | 30   |
| 9      | Raúl                 | Real Madrid                   | Španělsko            | 27   |
| 10     | Lothar Matthäus      | Bayern Mnichov                | Německo              | 16   |
| 11     | Dwight Yorke         | Manchester United             | Trinidad a Tobago    | 14   |
| 12     | Jaap Stam            | Manchester United             | Nizozemsko           | 13   |
| 13     | Siniša Mihajlović    | Lazio Řím                     | Jugoslávie           | 12   |
| 14     | Zlatko Zahovič       | FC Porto Olympiakos           | Slovinsko            | 9    |
| 15     | Pavel Nedvěd         | Lazio Řím                     | Česko                | 8    |
| 16     | Mário Jardel         | FC Porto                      | Brazílie             | 7    |
| 17     | Peter Schmeichel     | Manchester United Sporting CP | Dánsko               | 6    |
| 18     | Stefan Effenberg     | Bayern Mnichov                | Německo              | 5    |
| 19     | Zinédine Zidane      | Juventus                      | Francie              | 4    |
| 19     | Oliver Bierhoff      | AC Milán                      | Německo              | 4    |
| 21     | Mario Basler         | Bayern Mnichov Kaiserslautern | Německo              | 3    |
| 21     | Ryan Giggs           | Manchester United             | Wales                | 3    |
| 23     | Hernán Crespo        | Parma                         | Argentina · Itálie   | 2    |
| 23     | Nwankwo Kanu         | Inter Milán Arsenal           | Nigérie              | 2    |
| 23     | Ronaldo              | Inter Milán                   | Brazílie             | 2    |
| 26     | Andrew Cole          | Manchester United             | Anglie · Jamajka     | 1    |
| 26     | Edgar Davids         | Juventus                      | Nizozemsko · Surinam | 1    |
| 26     | David Ginola         | Tottenham Hotspur             | Francie              | 1    |
| 26     | Claudio López        | Valencie                      | Argentina            | 1    |
| 26     | Roberto Carlos       | Real Madrid                   | Brazílie             | 1    |
| 26     | Marcelo Salas        | Lazio Řím                     | Chile                | 1    |

Tito hráči byli rovněž nominováni, ale nedostali žádný hlas: Fabien Barthez, Dennis Bergkamp, Laurent Blanc, Gianluigi Buffon, Frank de Boer, Marcel Desailly, Giovane Élber, Pep Guardiola, Filippo Inzaghi, Patrick Kluivert, Paolo Maldini, Fernando Morientes, Hidetoši Nakata, Emmanuel Petit, Gus Poyet, Oleksandr Šovkovskyj, Lilian Thuram, Sylvain Wiltord a Gianfranco Zola.